# Канлы-Туркеево
Канлы-Туркеево (баш. Ҡаңны-Төркәй) — село в Буздякском районе Республики Башкортостан Российской Федерации. Административный центр Канлы-Туркеевского сельсовета.
Село, отметило в 2004 году 550-летний юбилей.

## Название
Первое упоминание под названием Канлы в документах относится к 1664 году:
«В росписе аманатам за 1664 г, в Кайлинской (Канлинской) волости и деревни Канлы вместо аманата-заложника Якшенметко Аксекеева назначены или Акока Кожбахтин или Бексенов сын».
Приблизительно в начале XVIII в. деревня стала известна под наименованием Туркеево, по имени вотчинника, у которого был сын Тляп Туркеев, участвовавший в 1763 году в отдаче на оброк заводчику И. П. Осокину лесов на 60 лет в окрестностях Усень-Ивановского завода). Затем деревня значится в документах под названием Канлы-Туркеево.

## География

### Географическое положение
Расстояние до:
- районного центра (Буздяк): 33 км,
- ближайшей ж/д станции (Буздяк): 33 км.

## История
Старинное поселение башкир Канлинской волости  (место проживания  племени Канлы). 
В 1834 году здесь проживало 493 башкира-вотчинника и 14 башкир неканлинского происхождения, а в 1920 году — 1155 башкир при 236 дворах отмечены.

## Население
| 2002 | 2009 | 2010 |
| ---- | ---- | ---- |
| 724  | ↗927 | ↘878 |

Согласно переписи 2002 года, проживают башкиры (100 %).

## Известные уроженцы
- Богданова, Галия Нагимовна (род. 1944) — педиатр. Доктор медицинских наук (1998), профессор (1998). Заслуженный врач Республики Башкортостан (2002).
- Гиляжев, Лукман-Хаким Габдрахманович (1923—1997) — писатель, лауреат премии им. С. Юлаева (1973), заслуженный работник культуры РСФСР (1983).
- Гилязев, Габдулла Габдрахманович (1930—1997) — главный режиссёр республиканского русского драматического театра (1967—1983), профессор кафедры режиссуры и мастерства актёра Уфимского института искусств, заслуженный деятель искусств РСФСР (1973).
- Миннигулов, Виль Бахтиярович (род. 1940) — нефтяник. Заслуженный нефтяник Башкирской АССР (1975), почётный нефтяник СССР (1979).
- Тугузбаева, Факия Хадыевна (1 января 1950, д. Малые Канлы - 19 марта 2021) — башкирская поэтесса. Народный поэт Башкортостана (2014).

## Инфраструктура
Личное подсобное хозяйство с зоной сельскохозяйственного использования, индивидуальная застройка усадебного типа.
Основа экономики — сельское хозяйство.
Средняя общеобразовательная школа имени Хакима Гиляжева. Канлы-Туркеевский сельский дом культуры

## Транспорт
Автобусное сообщение с райцентром. Остановка общественного транспорта «Канлы-Туркеево» в центре села. 